# Fuck the Kids
Fuck the Kids is een ep van de Amerikaanse punkband NOFX. Het album werd uitgegeven op 26 augustus 1996 door Fat Wreck Chords.
Het album werd in één dag opgenomen, tijdens een opnamesessie van vier uur. Zanger en bassist Fat Mike had alle nummers geschreven, maar de andere bandleden hadden ze nog nooit eerder gehoord. Mike leerde de band de nummers te spelen. Ze begonnen met opnemen en telkens werd de eerste take van een nummer dat ze ook maar een beetje goed speelden, op het album gezet.
De ep stond in zijn geheel ook op 45 or 46 Songs That Weren't Good Enough to Go on Our Other Records, behalve het nummer "Stupid Canadians".
In totaal werden er 35.000 exemplaren van het album gedrukt, waarvan de eerste 500 op groen vinyl.

## Nummers
Kant A
1. "Fuck the Kids"
2. "Fuck the Kids II"
3. "I'm Telling Tim"
4. "Reagan Sucks"
5. "Posuer"
6. "My Name's Bud"
7. "Two on Glue"

Kant B
1. "Please Stop Fucking My Mom"
2. "Murder the Government"
3. "Stranger Than Fishin"
4. "Stupid Canadians"
5. "Eric Melvin vs. PCP"
6. "Always Hate Hippies"